# Relation de Gibbs-Duhem
La relation de Gibbs-Duhem, du nom de Willard Gibbs et Pierre Duhem, est une relation de thermodynamique qui s'applique à tout système thermodynamique à l'équilibre contenant plusieurs espèces chimiques en une seule phase. Lorsque l'on parle de la relation de Gibbs-Duhem, sans autre précision, il s'agit de la relation liée à l'enthalpie libre qui s'écrit sous la forme :
| Relation de Gibbs-Duhem : {\displaystyle V\,\mathrm {d} P-S\,\mathrm {d} T=\sum _{i=1}^{N}n_{i}\,\mathrm {d} \mu _{i}} |

avec :
- {\displaystyle n_{i}} la quantité, ou nombre de moles, de l'espèce {\displaystyle i} au sein du mélange ;
- {\displaystyle \mu _{i}} le potentiel chimique de l'espèce {\displaystyle i} au sein du mélange ;
- {\displaystyle V} le volume du mélange ;
- {\displaystyle P} la pression du mélange ;
- {\displaystyle S} l'entropie du mélange ;
- {\displaystyle T} la température du mélange ;
- {\displaystyle N} le nombre d'espèces chimiques dans le mélange.

À pression et température constantes, cette relation devient :
De ces premières relations basées sur l'enthalpie libre découlent d'autres relations impliquant les fugacités, coefficients de fugacité, activités chimiques, coefficients d'activité d'un mélange. La relation de Gibbs-Duhem peut être généralisée à toute grandeur extensive autre que l'enthalpie libre.

## Démonstration
Le potentiel chimique est lié de façon particulière à l'enthalpie libre {\displaystyle G}, car il s'agit du seul potentiel thermodynamique dont le potentiel chimique est la grandeur molaire partielle :
{\displaystyle \mu _{i}={\bar {G}}_{i}=\left({\frac {\partial G}{\partial n_{i}}}\right)_{P,T,n_{j\neq i}}}
Selon le théorème d'Euler sur les fonctions homogènes du premier ordre, on peut écrire pour l'enthalpie libre, qui est une grandeur extensive :
{\displaystyle G=\sum _{i=1}^{N}n_{i}{\bar {G}}_{i}}
et donc :
{\displaystyle G=\sum _{i=1}^{N}n_{i}\mu _{i}}
En différentiant l'identité d'Euler pour l'enthalpie libre, nous obtenons :
(a) {\displaystyle \mathrm {d} G=\sum _{i=1}^{N}n_{i}\,\mathrm {d} \mu _{i}+\sum _{i=1}^{N}\mu _{i}\,\mathrm {d} n_{i}}
La différentielle de l'enthalpie libre s'écrit, dans ses variables naturelles :
(b) {\displaystyle \mathrm {d} G=V\,\mathrm {d} P-S\,\mathrm {d} T+\sum _{i=1}^{N}\mu _{i}\,\mathrm {d} n_{i}}
Nous pouvons identifier les différents termes des équations (a) et (b), on obtient la relation de Gibbs-Duhem :
En divisant par {\displaystyle n=\sum _{i=1}^{N}n_{i}}, la quantité de matière totale dans le mélange, on a également :
avec :
- {\displaystyle {\bar {V}}=V/n} le volume molaire du mélange ;
- {\displaystyle {\bar {S}}=S/n} l'entropie molaire du mélange ;
- {\displaystyle x_{i}=n_{i}/n} la fraction molaire de l'espèce {\displaystyle i} dans le mélange.

## Relations dérivées

### Représentation énergie et représentation entropie
La relation définie précédemment est appelée relation de Gibbs-Duhem en représentation énergie :
| Relation de Gibbs-Duhem en représentation énergie : {\displaystyle S\,\mathrm {d} T-V\,\mathrm {d} P+\sum _{i=1}^{N}n_{i}\,\mathrm {d} \mu _{i}=0} |

Il existe une seconde relation de Gibbs-Duhem basée sur l'entropie, que l'on obtient selon :
{\displaystyle G=U+PV-TS}
{\displaystyle S={U \over T}+{PV \over T}-{G \over T}}
avec {\displaystyle G=\sum _{i=1}^{N}\mu _{i}n_{i}}, en différentiant :
(c) {\displaystyle \mathrm {d} S={\mathrm {d} U \over T}+U\,\mathrm {d} \!\left({1 \over T}\right)+{P \over T}\,\mathrm {d} V+V\,\mathrm {d} \!\left({P \over T}\right)-\sum _{i=1}^{N}{\mu _{i} \over T}\,\mathrm {d} n_{i}-\sum _{i=1}^{N}n_{i}\,\mathrm {d} \!\left({\mu _{i} \over T}\right)}
or la différentielle de l'énergie interne {\displaystyle U} donne :
{\displaystyle \mathrm {d} U=-P\,\mathrm {d} V+T\,\mathrm {d} S+\sum _{i=1}^{N}\mu _{i}\,\mathrm {d} n_{i}}
(d) {\displaystyle \mathrm {d} S={\mathrm {d} U \over T}+{P \over T}\,\mathrm {d} V-\sum _{i=1}^{N}{\mu _{i} \over T}\,\mathrm {d} n_{i}}
Nous pouvons identifier les différents termes des équations (c) et (d), on obtient la relation de Gibbs-Duhem en représentation entropie :
| Relation de Gibbs-Duhem en représentation entropie : {\displaystyle U\,\mathrm {d} \!\left({1 \over T}\right)+V\,\mathrm {d} \!\left({P \over T}\right)-\sum _{i=1}^{N}n_{i}\,\mathrm {d} \!\left({\mu _{i} \over T}\right)=0} |

ou encore :
avec {\displaystyle H=U+PV} l'enthalpie.

### Relation de Gibbs-Duhem générale
Toute grandeur extensive {\displaystyle X} peut être exprimée en fonction de la pression {\displaystyle P}, de la température {\displaystyle T} et des quantités de matière {\displaystyle n_{i}} : {\displaystyle X=X\!\left(P,T,n\right)}, même si {\displaystyle P} et {\displaystyle T} ne sont pas ses variables naturelles. Aussi peut-on écrire la différentielle totale de toute grandeur extensive sous la forme :
{\displaystyle \mathrm {d} X=\left({\partial X \over \partial P}\right)_{T,n}\,\mathrm {d} P+\left({\partial X \over \partial T}\right)_{P,n}\,\mathrm {d} T+\sum _{i=1}^{N}{\bar {X}}_{i}\,\mathrm {d} n_{i}}
avec {\displaystyle {\bar {X}}_{i}=\left({\partial X \over \partial n_{i}}\right)_{P,T,n_{j\neq i}}} la grandeur molaire partielle de l'espèce {\displaystyle i}.
Le théorème d'Euler sur les fonctions homogènes du premier ordre lie toute grandeur extensive {\displaystyle X} aux grandeurs molaires partielles {\displaystyle {\bar {X}}_{i}}, définies aux mêmes {\displaystyle P}, {\displaystyle T} et composition, selon :
{\displaystyle X=\sum _{i=1}^{N}n_{i}{\bar {X}}_{i}}
En différentiant cette expression il vient :
{\displaystyle \mathrm {d} X=\sum _{i=1}^{N}n_{i}\,\mathrm {d} {\bar {X}}_{i}+\sum _{i=1}^{N}{\bar {X}}_{i}\,\mathrm {d} n_{i}}
En identifiant terme à terme les deux expressions de {\displaystyle \mathrm {d} X}, nous obtenons la relation de Gibbs-Duhem générale :
| Relation de Gibbs-Duhem générale : {\displaystyle \left({\partial X \over \partial P}\right)_{T,n}\,\mathrm {d} P+\left({\partial X \over \partial T}\right)_{P,n}\,\mathrm {d} T=\sum _{i=1}^{N}n_{i}\,\mathrm {d} {\bar {X}}_{i}} |

Exemple
Pour le volume {\displaystyle V} d'un mélange on pourra écrire :
{\displaystyle \left({\partial V \over \partial P}\right)_{T,n}\,\mathrm {d} P+\left({\partial V \over \partial T}\right)_{P,n}\,\mathrm {d} T=\sum _{i=1}^{N}n_{i}\,\mathrm {d} {\bar {V}}_{i}}
Avec :
- {\displaystyle \alpha ={1 \over V}\left({\partial V \over \partial T}\right)_{P,n}} le coefficient de dilatation isobare ;
- {\displaystyle \chi _{T}=-{1 \over V}\left({\partial V \over \partial P}\right)_{T,n}} la compressibilité isotherme ;
- {\displaystyle {\bar {V}}_{i}=\left({\partial V \over \partial n_{i}}\right)_{P,T,n_{j\neq i}}} le volume molaire partiel de l'espèce {\displaystyle i} ;

on obtient :
{\displaystyle -V\chi _{T}\,\mathrm {d} P+V\alpha \,\mathrm {d} T=\sum _{i=1}^{N}n_{i}\,\mathrm {d} {\bar {V}}_{i}}

### Solutions idéales et mélanges de gaz parfaits
Déclinée au cas d'une solution idéale, la relation de Gibbs-Duhem donne :
| Relation de Gibbs-Duhem pour une solution idéale : {\displaystyle V^{\text{id}}\,\mathrm {d} P-S^{\text{id}}\,\mathrm {d} T=\sum _{i=1}^{N}n_{i}\,\mathrm {d} \mu _{i}^{\text{id}}} |

en particulier, un mélange de gaz parfaits étant une solution idéale selon le théorème de Gibbs :
| Relation de Gibbs-Duhem pour un mélange de gaz parfaits : {\displaystyle V^{\bullet }\,\mathrm {d} P-S^{\bullet }\,\mathrm {d} T=\sum _{i=1}^{N}n_{i}\,\mathrm {d} \mu _{i}^{\bullet }} |

avec :
- {\displaystyle V^{\text{id}}} le volume de la solution idéale ;
- {\displaystyle V^{\bullet }} le volume du mélange de gaz parfaits ;
- {\displaystyle S^{\text{id}}} l'entropie de la solution idéale ;
- {\displaystyle S^{\bullet }} l'entropie du mélange de gaz parfaits ;
- {\displaystyle \mu _{i}^{\text{id}}} le potentiel chimique du corps {\displaystyle i} dans la solution idéale ;
- {\displaystyle \mu _{i}^{\bullet }} le potentiel chimique du corps {\displaystyle i} dans le mélange de gaz parfaits.

Dans une solution idéale, le potentiel chimique {\displaystyle \mu _{i}} de toute espèce chimique {\displaystyle i} est liée au potentiel chimique {\displaystyle \mu _{i}^{*}} de cette même espèce pure aux mêmes pression et température et dans la même phase par la fraction molaire {\displaystyle x_{i}} de cette espèce selon :
{\displaystyle \mu _{i}^{\text{id}}=\mu _{i}^{*}+RT\ln x_{i}}
Le potentiel chimique {\displaystyle \mu _{i}^{*}} de toute espèce pure étant identique à l'enthalpie libre molaire {\displaystyle {\bar {G}}_{i}^{*}}, il ne dépend que de la pression et de la température :
{\displaystyle \mu _{i}^{*}={\bar {G}}_{i}^{*}=\mu _{i}^{*}\left(P,T\right)}
à pression et température constantes :
{\displaystyle \mathrm {d} \mu _{i}^{*}=0}
La relation de Gibbs-Duhem à pression et température constantes donne :
{\displaystyle \sum _{i=1}^{N}n_{i}\,\mathrm {d} \mu _{i}^{\text{id}}=\underbrace {\sum _{i=1}^{N}n_{i}\,\mathrm {d} \mu _{i}^{*}} _{=0{\text{ à P et T}} \atop {\text{constantes}}}+\sum _{i=1}^{N}n_{i}RT\,\mathrm {d} \ln x_{i}=0}
{\displaystyle \sum _{i=1}^{N}n_{i}RT\,\mathrm {d} \ln x_{i}=0}
En divisant par {\displaystyle nRT} on obtient la relation entre fractions molaires :
| À pression et température constantes : {\displaystyle \sum _{i=1}^{N}x_{i}\,\mathrm {d} \ln x_{i}=0} |

soit :
{\displaystyle \sum _{i=1}^{N}x_{i}\,\mathrm {d} \ln x_{i}=\sum _{i=1}^{N}x_{i}\,{\mathrm {d} x_{i} \over x_{i}}=\sum _{i=1}^{N}\,\mathrm {d} x_{i}=0}
Cette relation découle directement de la relation entre fractions molaires :
{\displaystyle \sum _{i=1}^{N}x_{i}=1}
Elle implique également que, pour tout corps {\displaystyle j} du mélange :

### Activités chimiques
En soustrayant la relation des solutions idéales à la relation des mélanges réels, toutes les grandeurs étant définies aux mêmes pression, température et composition que le mélange réel, on a :
{\displaystyle \left(V-V^{\text{id}}\right)\,\mathrm {d} P-\left(S-S^{\text{id}}\right)\,\mathrm {d} T=\sum _{i=1}^{N}n_{i}\,\mathrm {d} \!\left(\mu _{i}-\mu _{i}^{\text{id}}\right)}
en identifiant les grandeurs d'excès on obtient :
| Relation de Gibbs-Duhem pour les grandeurs d'excès : {\displaystyle V^{\text{E}}\,\mathrm {d} P-S^{\text{E}}\,\mathrm {d} T=\sum _{i=1}^{N}n_{i}\,\mathrm {d} \mu _{i}^{\text{E}}} |

avec :
- {\displaystyle V^{\text{E}}=V-V^{\text{id}}} le volume d'excès ;
- {\displaystyle S^{\text{E}}=S-S^{\text{id}}} l'entropie d'excès ;
- {\displaystyle \mu _{i}^{\text{E}}=\mu _{i}-\mu _{i}^{\text{id}}} le potentiel chimique d'excès du corps {\displaystyle i}.

En introduisant le coefficient d'activité {\displaystyle \gamma _{i}} de chaque espèce, défini par :
{\displaystyle \mu _{i}^{\text{E}}=\mu _{i}-\mu _{i}^{\text{id}}=RT\ln \gamma _{i}}
la relation précédente devient, à pression et température constantes :
{\displaystyle \sum _{i=1}^{N}n_{i}\,\mathrm {d} \mu _{i}^{\text{E}}=\sum _{i=1}^{N}n_{i}RT\,\mathrm {d} \ln \gamma _{i}=0}
En divisant par {\displaystyle nRT} on obtient la relation entre coefficients d'activité :
| À pression et température constantes : {\displaystyle \sum _{i=1}^{N}x_{i}\,\mathrm {d} \ln \gamma _{i}=0} |

Cette relation implique que, pour tout corps {\displaystyle j} du mélange :
On a également, en considérant l'activité chimique {\displaystyle a_{i}=x_{i}\gamma _{i}} :
{\displaystyle \sum _{i=1}^{N}x_{i}\,\mathrm {d} \ln \gamma _{i}=\sum _{i=1}^{N}x_{i}\,\mathrm {d} \ln \!\left({a_{i} \over x_{i}}\right)=\sum _{i=1}^{N}x_{i}\,\mathrm {d} \ln a_{i}-\underbrace {\sum _{i=1}^{N}x_{i}\,\mathrm {d} \ln x_{i}} _{=0}=0}
d'où la relation entre activités :
| À pression et température constantes : {\displaystyle \sum _{i=1}^{N}x_{i}\,\mathrm {d} \ln a_{i}=0} |

Cette relation implique que, pour tout corps {\displaystyle j} du mélange :

### Fugacités
En prenant comme solution idéale de référence le mélange de gaz parfaits aux mêmes pression, température et composition que le mélange réel, on a :
{\displaystyle \left(V-V^{\bullet }\right)\,\mathrm {d} P-\left(S-S^{\bullet }\right)\,\mathrm {d} T=\sum _{i=1}^{N}n_{i}\,\mathrm {d} \!\left(\mu _{i}-\mu _{i}^{\bullet }\right)}
en identifiant les grandeurs résiduelles on obtient :
| Relation de Gibbs-Duhem pour les grandeurs résiduelles : {\displaystyle V^{\text{RES}}\,\mathrm {d} P-S^{\text{RES}}\,\mathrm {d} T=\sum _{i=1}^{N}n_{i}\,\mathrm {d} \mu _{i}^{\text{RES}}} |

avec :
- {\displaystyle V^{\text{RES}}=V-V^{\bullet }} le volume résiduel ;
- {\displaystyle S^{\text{RES}}=S-S^{\bullet }} l'entropie résiduelle ;
- {\displaystyle \mu _{i}^{\text{RES}}=\mu _{i}-\mu _{i}^{\bullet }} le potentiel chimique résiduel du corps {\displaystyle i}.

En introduisant le coefficient de fugacité {\displaystyle \phi _{i}} de chaque espèce, défini par :
{\displaystyle \mu _{i}^{\text{RES}}=\mu _{i}-\mu _{i}^{\bullet }=RT\,\ln \phi _{i}}
la relation précédente devient, à pression et température constantes :
{\displaystyle \sum _{i=1}^{N}n_{i}\,\mathrm {d} \mu _{i}^{\text{RES}}=\sum _{i=1}^{N}n_{i}RT\,\mathrm {d} \ln \phi _{i}=0}
En divisant par {\displaystyle nRT} on obtient la relation entre coefficients de fugacité :
| À pression et température constantes : {\displaystyle \sum _{i=1}^{N}x_{i}\,\mathrm {d} \ln \phi _{i}=0} |

Cette relation implique que, pour tout corps {\displaystyle j} du mélange :
On a également, en considérant la fugacité {\displaystyle f_{i}=x_{i}\phi _{i}P} :
{\displaystyle \sum _{i=1}^{N}x_{i}\,\mathrm {d} \ln \phi _{i}=\sum _{i=1}^{N}x_{i}\,\mathrm {d} \ln \!\left({f_{i} \over x_{i}P}\right)=\sum _{i=1}^{N}x_{i}\,\mathrm {d} \ln f_{i}-\underbrace {\sum _{i=1}^{N}x_{i}\,\mathrm {d} \ln x_{i}} _{=0}-\underbrace {\sum _{i=1}^{N}x_{i}\,\mathrm {d} \ln P} _{=0 \atop {\text{à pression constante}}}=0}
On obtient la relation entre fugacités :
| À pression et température constantes : {\displaystyle \sum _{i=1}^{N}x_{i}\,\mathrm {d} \ln f_{i}=0} |

Cette relation implique que, pour tout corps {\displaystyle j} du mélange :

## Exemples d'application

### Lois des équilibres de phases
La relation de Gibbs-Duhem intervient dans l'établissement théorique de nombreuses formules décrivant les équilibres de phases, elle entre au nombre des relations prises en compte pour établir la règle des phases.
La formule de Clapeyron décrit l'évolution de la pression de changement d'état d'un corps pur en fonction de la température. Cette formule peut être étendue aux mélanges.
Plusieurs lois décrivent les propriétés colligatives d'une solution liquide, c'est-à-dire la différence entre une propriété donnée d'un solvant pur liquide et la même propriété de ce solvant en présence d'un soluté très dilué :
- la loi de la tonométrie concerne l'abaissement de la pression de vapeur saturante du solvant ;
- la loi de l'ébulliométrie concerne l'élévation de la température d'ébullition du solvant ;
- la loi de la cryométrie concerne l'abaissement de la température de fusion du solvant ;
- la loi de l'osmométrie concerne la pression osmotique.

La loi de Raoult concerne les équilibres liquide-vapeur idéaux. La relation de Duhem-Margules permet de démontrer les règles de Konovalov concernant la dépendance des pressions partielles d'une phase vapeur à la composition du liquide en équilibre à température constante.
L'équation de Schröder-van Laar concerne les équilibres liquide-solide.
Le théorème de Gibbs-Konovalov concerne les azéotropes et les points de fusion congruents.

### Détermination des grandeurs molaires partielles, méthode de Roozeboom

#### Détermination graphique des potentiels chimiques
Pour un mélange binaire, ne contenant que deux espèces chimiques, la relation de Gibbs-Duhem à pression et température constantes permet d'établir la variation de l'enthalpie libre molaire {\displaystyle {\bar {G}}} en fonction de la fraction molaire {\displaystyle x_{1}} de l'espèce 1 à {\displaystyle P} et {\displaystyle T} constantes :

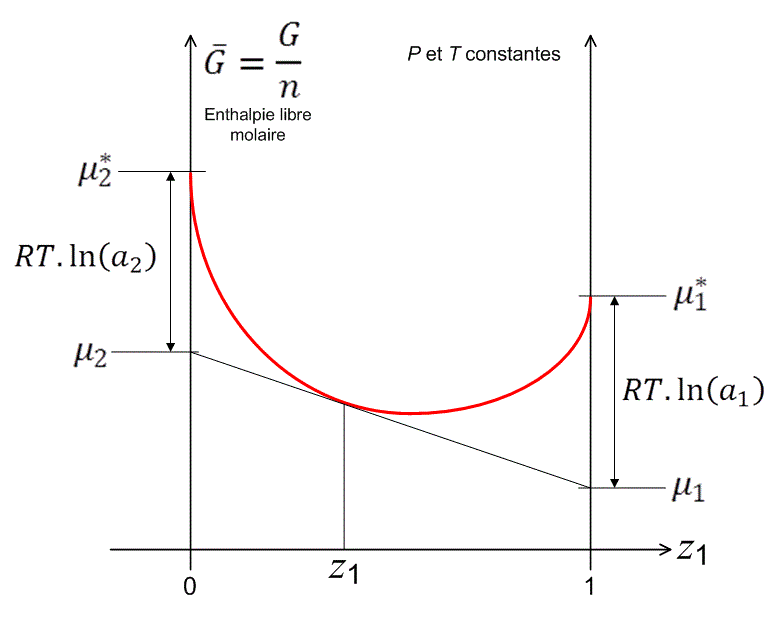
Détermination des potentiels chimiques et et des activités et d'un mélange binaire par étude de l'évolution de l'enthalpie libre molaire en fonction de la fraction molaire à pression et température données.

L'équation de la tangente en {\displaystyle x_{1}} à la courbe {\displaystyle {\bar {G}}} à {\displaystyle P} et {\displaystyle T} données est :
Cette tangente intercepte :
- l'axe {\displaystyle x_{1}=0} en {\displaystyle \mu _{2}\!\left(P,T,x_{1}\right)},
- l'axe {\displaystyle x_{1}=1} en {\displaystyle \mu _{1}\!\left(P,T,x_{1}\right)}.

De plus, si l'on connaît {\displaystyle \mu _{1}^{*}} et {\displaystyle \mu _{2}^{*}} les potentiels chimiques respectifs des deux espèces pures à {\displaystyle P} et {\displaystyle T}, alors cette courbe permet également de déterminer {\displaystyle a_{1}} et {\displaystyle a_{2}} les activités chimiques respectives des deux espèces, puisque :
{\displaystyle \mu _{1}=\mu _{1}^{*}+RT\ln a_{1}}
{\displaystyle \mu _{2}=\mu _{2}^{*}+RT\ln a_{2}}
Les écarts :
{\displaystyle {\bar {G}}_{1}^{\text{mix}}=\mu _{1}^{\text{mix}}=\mu _{1}-\mu _{1}^{*}=RT\ln a_{1}}
{\displaystyle {\bar {G}}_{2}^{\text{mix}}=\mu _{2}^{\text{mix}}=\mu _{2}-\mu _{2}^{*}=RT\ln a_{2}}
sont les enthalpies libres molaires partielles de mélange, ou potentiels chimiques de mélange.
Rappelons également que dans le cas particulier du potentiel chimique :
- pour {\displaystyle x_{1}=0} l'espèce 2 est pure :
  - {\displaystyle \mu _{1}=-\infty } et {\displaystyle a_{1}=0} ;
  - {\displaystyle \mu _{2}=\mu _{2}^{*}} et {\displaystyle a_{2}=1} ;
- pour {\displaystyle x_{1}=1} l'espèce 1 est pure :
  - {\displaystyle \mu _{1}=\mu _{1}^{*}} et {\displaystyle a_{1}=1} ;
  - {\displaystyle \mu _{2}=-\infty } et {\displaystyle a_{2}=0}.

#### Généralisation de la méthode
Étant donné que la relation de Gibbs-Duhem est généralisable à toute grandeur extensive {\displaystyle X}, la méthode graphique employée ci-dessus pour déterminer les potentiels chimiques est déclinable pour la détermination des grandeurs molaires partielles {\displaystyle {\bar {X}}_{i}} d'un mélange binaire.
Il suffit donc de connaitre, à pression et température données, l'évolution de la grandeur molaire partielle {\displaystyle {\bar {X}}} d'un mélange binaire sur toute l'étendue de composition entre le corps 1 pur et le corps 2 pur. La courbe de {\displaystyle {\bar {X}}} est tracée en fonction de la composition, par ex. en fonction de {\displaystyle x_{1}} la fraction molaire du corps 1. Pour une valeur donnée de {\displaystyle x_{1}}, les grandeurs molaires partielles {\displaystyle {\bar {X}}_{1}} du corps 1 et {\displaystyle {\bar {X}}_{2}} du corps 2 sont déterminées par les intersections de la tangente à la courbe {\displaystyle {\bar {X}}} en ce point avec les droites respectivement {\displaystyle x_{1}=1} et {\displaystyle x_{1}=0}. Cette méthode est appelée méthode de Roozeboom,.
Le tableau ci-dessous résume les équivalences entre grandeurs sur les exemples de l'enthalpie libre et du volume. Nous rappelons que toutes ces grandeurs sont déterminées aux mêmes pression et température.
| Grandeur extensive du mélange {\displaystyle X}                                                                                                | Enthalpie libre {\displaystyle G} | Volume {\displaystyle V}                                                                       |
| Grandeur molaire du mélange {\displaystyle {\bar {X}}}                                                                                         | {\displaystyle {\bar {G}}} | {\displaystyle {\bar {V}}}                                                                     |
| Grandeur molaire partielle du corps {\displaystyle i} {\displaystyle {\bar {X}}_{i}}                                                           | {\displaystyle {\bar {G}}_{i}=\mu _{i}} | {\displaystyle {\bar {V}}_{i}}                                                                 |
| Grandeur molaire du corps {\displaystyle i} pur {\displaystyle {\bar {X}}_{i}^{*}}                                                             | {\displaystyle {\bar {G}}_{i}^{*}=\mu _{i}^{*}}                                                                                                   | {\displaystyle {\bar {V}}_{i}^{*}}                                                             |
| Grandeur molaire partielle de mélange du corps {\displaystyle i} {\displaystyle {\bar {X}}_{i}^{\text{mix}}={\bar {X}}_{i}-{\bar {X}}_{i}^{*}} | {\displaystyle {\bar {G}}_{i}^{\text{mix}}=\mu _{i}^{\text{mix}}} {\displaystyle ={\bar {G}}_{i}-{\bar {G}}_{i}^{*}} {\displaystyle =RT\ln a_{i}} | {\displaystyle {\bar {V}}_{i}^{\text{mix}}} {\displaystyle ={\bar {V}}_{i}-{\bar {V}}_{i}^{*}} |

### Test de cohérence
Si l'on dispose, pour un système binaire à pression et température données constantes, de mesures expérimentales des coefficients d'activité {\displaystyle \gamma _{1}} et {\displaystyle \gamma _{2}} des deux composants, représentés respectivement par les fractions molaires {\displaystyle x_{1}} et {\displaystyle x_{2}}, sur une large plage de composition du mélange binaire (du corps 1 pur au corps 2 pur), la relation de Gibbs-Duhem permet d'établir un test de cohérence de ces mesures. On a les relations suivantes :
- enthalpie libre molaire d'excès : {\displaystyle {{\bar {G}}^{\text{E}} \over RT}=x_{1}\ln \gamma _{1}+x_{2}\ln \gamma _{2}}
- relation de Gibbs-Duhem à pression et température constantes : {\displaystyle x_{1}\,\mathrm {d} \ln \gamma _{1}+x_{2}\,\mathrm {d} \ln \gamma _{2}=0}
- contrainte sur les fractions molaires : {\displaystyle x_{1}+x_{2}=1}

Rappelons que par définition du coefficient d'activité {\displaystyle a_{i}=x_{i}\gamma _{i}}, d'où :
- pour {\displaystyle x_{1}=0} l'espèce 2 est pure :
  - {\displaystyle a_{1}=0} et {\displaystyle \gamma _{1}=\gamma _{1,2}^{\infty }\neq 0}, coefficient d'activité de 1 infiniment diluée dans 2, de valeur non nulle ;
  - {\displaystyle a_{2}=1} et {\displaystyle \gamma _{2}=1} ;
- pour {\displaystyle x_{1}=1} l'espèce 1 est pure :
  - {\displaystyle a_{1}=1} et {\displaystyle \gamma _{1}=1} ;
  - {\displaystyle a_{2}=0} et {\displaystyle \gamma _{2}=\gamma _{2,1}^{\infty }\neq 0}, coefficient d'activité de 2 infiniment diluée dans 1, de valeur non nulle.

En différentiant l'expression de l'enthalpie libre d'excès :
{\displaystyle \mathrm {d} \left[{{\bar {G}}^{\text{E}} \over RT}\right]=\ln \gamma _{1}\,\mathrm {d} x_{1}+\ln \gamma _{2}\,\mathrm {d} x_{2}+\underbrace {x_{1}\,\mathrm {d} \ln \gamma _{1}+x_{2}\,\mathrm {d} \ln \gamma _{2}} _{=0 \atop {\text{relation de Gibbs-Duhem}}}}
En différentiant la relation entre fractions molaires :
{\displaystyle \mathrm {d} x_{1}+\,\mathrm {d} x_{2}=0}
En retenant arbitrairement {\displaystyle x_{1}} comme variable, on obtient :
{\displaystyle \mathrm {d} \left[{{\bar {G}}^{\text{E}} \over RT}\right]=\ln \gamma _{1}\,\mathrm {d} x_{1}-\ln \gamma _{2}\,\mathrm {d} x_{1}=\ln \!\left({\gamma _{1} \over \gamma _{2}}\right)\,\mathrm {d} x_{1}}
Si l'on intègre cette relation sur toute l'étendue de la plage de variation de {\displaystyle x_{1}} :
{\displaystyle \int _{x_{1}=0}^{x_{1}=1}\,\mathrm {d} \left[{{\bar {G}}^{\text{E}} \over RT}\right]=\left.{{\bar {G}}^{\text{E}} \over RT}\right|_{x_{1}=1}-\left.{{\bar {G}}^{\text{E}} \over RT}\right|_{x_{1}=0}=\int _{0}^{1}\ln \!\left({\gamma _{1} \over \gamma _{2}}\right)\,\mathrm {d} x_{1}}
Or par définition pour {\displaystyle x_{1}=1} le corps 1 est pur et {\displaystyle {\bar {G}}^{\text{E}}\!\left(x_{1}=1\right)=0}. De même pour {\displaystyle x_{1}=0} le corps 2 est pur et {\displaystyle {\bar {G}}^{\text{E}}\!\left(x_{1}=0\right)=0}. On obtient un test de cohérence sur les coefficients d'activité du système binaire :
| Test de cohérence : {\displaystyle \int _{0}^{1}\ln \!\left({\gamma _{1} \over \gamma _{2}}\right)\,\mathrm {d} x_{1}=0} |

Dans une représentation graphique de {\displaystyle \ln \!\left({\gamma _{1} \over \gamma _{2}}\right)} en fonction de {\displaystyle x_{1}}, l'aire située entre l'axe des abscisses et les valeurs positives de la fonction doit être égale à l'aire entre l'axe des abscisses et les valeurs négatives de la fonction ; si ce n'est pas le cas, cela indique que les mesures sont biaisées.
Ce test ne garantit pas la justesse des coefficients d'activité mesurés : il indique seulement que toutes les mesures ont été effectuées de la même façon, mais pas que le protocole de mesure est correct.